# Джой, Иван
Ива́н Джой (англ. Ivan Joy, настоящее имя Иван Мануэль Гарсия де ла Носеда Джой, исп. Iván Manuel García de la Noceda Joy; 3 декабря 1975) — один из наиболее известных музыкальных продюсеров и композиторов в стилях реггетон и урбан. В 2000 году он основал музыкальный лейбл Diamond Music, президентом которого является и по сей день.

## Биография
Компания Diamond Music была основана в 2000 году и быстро заняла важные позиции на музыкальном рынке Латинской Америки. Здесь начинали свою карьеру такие исполнители реггетона как Сион и Леннокс (исп.  Zion & Lennox), Тего Кальдерон (исп.  Tego Calderón), Джоуэлл и Ранди (исп.  Jowell & Randy), Джага и Маки (исп.  Yaga & Mackie) , Джонни Прес (исп.  Johnny Prez), а также укрепили свои позиции в мире музыки Эдди Ди (исп.  Eddie Dee) и «дива» реггетона Иви Куин.
Дебютный альбом реггетон дуэта Джага и Маки «Sonando Diferente» (2002) был первым музыкальным продуктом лейбла и стал настоящей жемчужиной реггетона. Он был продан тиражом более 70000 копий по всему миру и занял 10-е место в популярном хит-параде Latin Pop Chart и 22-е место в Latin Albums Chart. В записи альбома приняли участие такие звезды реггетона как Дэдди Янки, Тего Кальдерон, Хулио Вольтио, Джонни Прес, Педро Прес и другие. Этот альбом принес пуэрто-риканскому дуэту международную славу.
В 2003 году вышли сборники песен реггетона «Kilates» и «The Majestic», альбомы, признанные одними из самых значимых в этом музыкальном направлении. Наиболее успешным стал альбом «The Majestic», в котором появились такие как артисты как Ники Джэм, Иви Куин, Тего Кальдерон, Эдди Ди, Сион и Леннокс, Майколь и Мануэль и др., что значительно укрепило их позиции в мире музыки.
В том же году вышел альбом «The Dragon» Джонни Преса, сделавший его певцом международного уровня.
Однако на этом успехи лейбла не завершились. В 2004 году выходит вторая часть сборника «The Majestic» под названием «The Majestic 2 — II Imperio», альбом, который известен такими хитами как «Я хочу знать» (исп. “Yo Quiero Saber”) Иви Куин, Джонни Прес «Тебе Нравится Соблазнять» (исп. “Te Gusta Seducir”) и т. д. Сингл Тего Кальдерона «Смотри Кто Идет» (исп. “Mira Quién Llega”) с его альбома «Планета Регги» (англ.  “Planet Reggae”) принес ему международную славу.
В этом же году появляется второй студийный альбом дуэта Джага и Маки «Clase Aparte», который был записан в сотрудничестве с другим известным реггетон дуэтом Сион и Леннокс, Дон Омаром и многими другими. Самый популярный сингл с этого альбома — «Миксер» (
исп. «La Batidora»), записанный совместно с «мэтром» реггетона Дон Омаром.
В этом же году Diamond Music выпускает диск «Los 12 Discipulos», в записи которого приняли участие такие звезды реггетона как Эдди Ди, Дэдди Янки, Сион и Леннокс, Иви Куин, Тего Кальдерон, Хулио Вольтио, Вико Си (исп.  Vico C), Джонни Прес и другие. Диск имел оглушительный успех и был номинирован на премию «Латинская Грэмми».
В настоящее время Diamond Music является лидером в Пуэрто-Рико и всей Латинской Америке в области производства, рекламы, продажи музыкальной продукции, а также в области цифровой логистики.
В 2010 году профессиональный пианист и композитор Исидро Инфанте (исп.  Isidro Infante) в сотрудничестве с продюсером Иваном Джой основал новую компанию Artist System, которая быстро заняла лидирующие позиции на латиноамериканском рынке производства музыкальной продукции. Компания сотрудничает с со многими известными латиноамериканскими исполнителями в жанрах сальса, поп, реггетон, урбан, например, Lucecita Benítez, Isidro Infante, Arcangel, Orquesta Corporación Latina, Conjunto Canayón, Sophy, Jadiel, Rey Pirin, Brian Michael, Arquímides, Yaga & Mackie, Lourdes Robles, Manolo Lezcano, Lunna, Lou Briel, Endo, Guelo Star, Kastrofobia, Los Metalicoz и многими другими.
Президентом Artist System Inc. является Исидро Инфанте, вице-президентом — Иван Джой. На сегодняшний день лейбл Diamond Music является частью компании Artist System.

## Дискография

### Альбомы
• 2002 — «Sonando Diferente», Yaga & Mackie
• 2003 — «El Dragón», Johnny Prez
• 2003 — «Kilates Rompiendo El Silencio», Various Artists
• 2003 — «Kilates 2ndo Impacto: El Silencio Que Duele», Various Artists
• 2003 — «The Majestic», Various Artists
• 2004 — «Majestic Segundo II Imperio», Various Artists
• 2004 — «12 Discipulos», Various Artists
• 2004 — «Clase Aparte», Yaga & Mackie
• 2005 — «Reggaeton Diamond Collection», Various Artists
• 2006 — «40 Reggaeton Jewels», Various Artists
• 2007 — «Kilates 1 Digital Remixes by DJ Wheel Master», Various Artists
• 2007 — «Kilates 2 Digital Remixes By DJ Martino», Various Artists
• 2007 — «Majestic Digital Remix by DJ Martino», Various Artists
• 2007 — «Nonstop 1 Slow Jam», Various Artists
• 2007 — «Nonstop 3 Parixeo Mix», Various Artists
• 2007 — «Old School / New School», Various Artists
• 2007 — «Reggaeton Diamond Hits», Various Artists
• 2009 — «De Regreso», Orquesta Corporación Latina
• 2009 — «Latino Mix Vol. 1», Various Artists